# Cremastus crossidii
Cremastus crossidii là một loài tò vò trong họ Ichneumonidae.